# Expédition antarctique soviétique

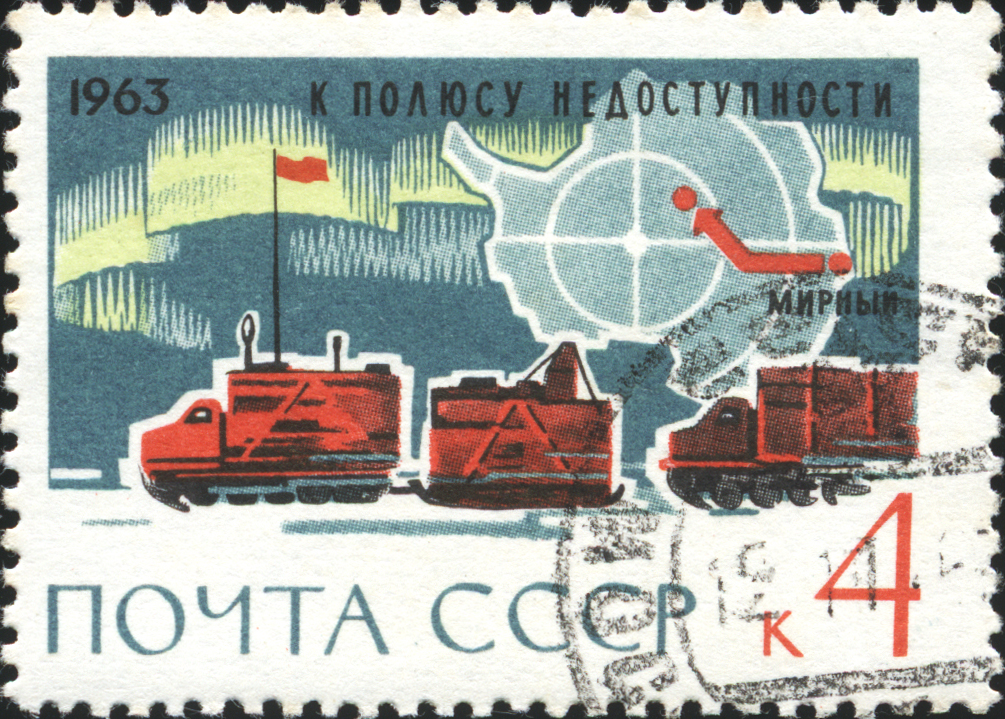
Timbre soviétique de 1963.

L'Expédition antarctique soviétique (EAS) est une organisation soviétique issue de l'Institut de recherche sur Arctique et l'Antarctique de l'Académie des sciences d'URSS et qui est à l'origine des expéditions soviétiques en Antarctique à partir de 1955.

## Histoire
En 1955 le gouvernement soviétique crée un organisme officiel chargé des expéditions Antarctique en prévision de l'Année géophysique internationale en 1957. Le programme soviétique a été conduit dans une zone comprise en le 86e et le 110e degré de longitude Est à l'Ouest de la Terre Adélie. Sur place ont été établies 6 bases dont la plus importante est la base Mirny. Les domaines de recherches étaient très variés et concernaient la météorologie, la sismologie, la ionosphère, l'actinométrie, l'aérologie, les radiations cosmiques, la glaciologie, la géographie morphologique, l'hydrologie, le géomagnétisme, l'océanographie et la médecine.  
Le succès de l'Année géophysique internationale incita les principaux pays participant aux explorations antarctiques à coopérer entre eux. Outre la coopération soviéto-américaine, une mission internationale franco-soviétique est menée en 1963 sous la direction du professeur français Albert Bauer.